# Hydroptila cornea
Hydroptila cornea är en nattsländeart som beskrevs av Yang och Xue 1994. Hydroptila cornea ingår i släktet Hydroptila och familjen smånattsländor. Inga underarter finns listade i Catalogue of Life.